# Ripidius
Ripidius  – rodzaj chrząszczy z rodziny wachlarzykowatych (Ripiphoridae). Ripidius uważany jest za najbardziej wyspecjalizowany w obrębie rodziny. Wyróżnia się zaawansowanym dymorfizmem płciowym. Wszystkie gatunki są niezmiernie rzadkie, najlepiej poznanym gatunkiem jest R. quadriceps. Gatunkiem typowym jest R. pectiniformis.

## Gatunki i synonimy
- Ripidius pectinicornis Thunberg, 1806
  - = Ripidius anceps Stephens, 1832
  - = Symbius blattarum Sundevall, 1831
  - = Ripidius fairmairei Chobaut, 1894
- Ripidius quadriceps Abeille de Perrin, 1872
  - = Ripidius apicipennis Kraatz, 1892
  - = Pararhipidius burdigalensis Coiffait, 1947
  - = Ripidius amori C. Bolivar y Pieltain, 1917
  - = Ripidius boissyi Abeille de Perrin, 1909
  - = Ripidius denisi Chobaut, 1919
  - = Ripidius kabylianus Chobaut, 1902
  - = Ripidius maroccanus Chobaut, 1922
  - = Ripidius parisiensis Lesne, 1902
  - = Ripidius quadraticeps Lesne, 1902
  - = Ripidius tigrani Iablokoff-Khnzorian, 1957
- Ripidius abeillei Chobaut, 1891
  - = Ripidius guignoti Chobaut, 1904
  - = Ripidius hervei Mollandin de Boissy, 1940
  - = Ripidius vaulogeri Chobaut, 1893
- Ripidius vaulogeri Argaman & Mendel, 1988
- Ripidius ghesquierei (Pic, 1947)
- Ripidius mexicanus Zaragoza Caballero, 1984
- Ripidius laticollis (Pic, 1913)
- Ripidius longicollis (Schilder, 1923)
- Ripidius thoracicus (Waterhouse, 1875)
- †Ripidius megalophus Dalman, 1826 (nomen dubium)[1]
- †Ripidius primordialis Stein, 1877
- †Ripidius pyrrholophus Dalman, 1826

## Historia badań
Gatunkiem typowym jest Ripidius pectinicornis. Larwy tego gatunku zostały opisane w 1831 roku pod nazwą Symbius blattarum. Pasożytniczy tryb życia tych chrząszczy podejrzewał Abeille de Perrin, który zauważył, że Ripidius i karaczany spotykane są w tych samych siedliskach. W latach 30. biologię tych chrząszczy badał Stamm. Cykl życiowy szczegółowo opisał Besuchet w 1956.

## Występowanie
Fauna Europaea wymienia trzy europejskie gatunki: R. abeillei, R. pectinicornis i R. quadriceps.
R. quadriceps występuje m.in. na Słowacji, Węgrzech, w Czechach, Niemczech, Austrii, Polsce, Ukrainie, Francji, Szwajcarii, Włoszech, Łotwie, Estonii, Finlandii i Szwecji.
Imagines R. pectiniformis znajdywano często na okrętach i w portach. W Europie wykazano go z Austrii, Holandii, Francji i Jugosławii. Wykazywany ze Stanów Zjednoczonych i Hawajów.
R. abeillei znany jest z Francji.
R. vaulogeri został opisany na podstawie pojedynczego okazu złapanego pod koniec XIX wieku w Algierii. W 1988 wykazano ten gatunek z okolic Hebronu w Izraelu.
R. thoracicus został opisany z Jawy. R. longicollis występuje na Tajwanie.
Jedynym gatunkiem znanym z krainy neotropikalnej jest R. mexicanus.
Dwa gatunki (R. megalophus, R. pyrrholophus) znane są z inkluzji w kopalu (prawdopodobnie wschodnioafrykańskiego). Jeden gatunek (R. primordialis) opisano na podstawie inkluzji w bałtyckim bursztynie.

## Morfologia
Dla rodzaju Ripidius nie stwierdzono żadnej jednoznacznej synapomorfii.
Larwy pierwszego stadium mają u wszystkich gatunków wachlarzykowatych postać triungulinusów. Triungulinusy R. quadriceps mają stopy zakończone małymi pazurkami, wyposażone również w małą poduszeczkę (pulvillum).
Imagines samic są czerwiowate (larwokształtne), pozbawione pokryw i skrzydeł. Samce mają dobrze rozwinięte skrzydła i szczątkowe pokrywy. Postaci dojrzałe obu płci nie przyjmują pokarmu i giną wkrótce po kopulacji. Mają zredukowane przydatki gębowe i przewód pokarmowy.

## Biologia
Samice R. quadriceps składają jaja do zagłębień w ziemi, gdzie występują karaczany z rodzajów zadomka (Ectobius) i Phyllodromica. Po wykluciu się larwy pierwszego stadium, mające postać triungulinusów, aktywnie wyszukują nimfy karaczanów i przyczepiają się do brzusznej powierzchni tułowia, wwiercając głowę i część tułowia w błonę międzysegmentalną. Przez dwa-trzy tygodnie larwa jest pasożytem zewnętrznym karaczana, odżywiającym się jego hemolimfą. Po upływie tego czasu linieje i jako larwa drugiego stadium zostaje pasożytem wewnętrznym, w całości wnikając do ciała gospodarza. W stanie spoczynku znajduje się w odwłoku karaczana przez kolejnych osiem-dziewięć miesięcy, przechodząc razem z nim diapauzę zimową. We wnętrzu nimfy karaczana linieje po raz trzeci i po kilku miesiącach po raz czwarty. Po kilku dniach od ostatniego linienia opuszcza ciało gospodarza, który po wyjściu pasożyta ginie, i zaraz potem się przepoczwarcza. Po 5–19 dniach osiąga postać imago, żyjącą zaledwie trzy-cztery dni. Niekiedy więcej niż jedna larwa pasożytuje na jednej nimfie zadomki. Rozwój R. pectiniformis jest podobny jak u poprzedniego gatunku, larwy są parazytoidami prusaków (Blattella germanica).